# Райналд II (Бар)
Райналд II/Рено II от Бар (на френски: Renaud II de Bar; на немски: Rainald II Graf von Bar; * ок. 1122; † 25 юли или 25 ноември 1170) от Дом Скарпон, е от 1149 до 1170 г. граф на Бар и чрез брак господар на Лини от 1155 г.

## Биография
Той е син на кръстоносеца граф Райналд I Еднооки от Бар († 1149) и втората му съпруга Гизела от Водемон († сл. 1141), вдовица на Ренард III, граф на Тул, дъщеря на граф Герхард I от Водемон от Дом Шатеноа и Хедвига от Егисхайм († 1126), дъщеря на Герхард, граф на Егисхайм и Дагсбург, който е брат на папа Лъв IX. Племенник е на кардинал Стефан от Бар († 1163), епископ на Мец (1120 – 1163). Брат му Дитрих († 1171) е епископ на Мец (1163 – 1171).
През 1135 г. Райналд II, баща му и по-големият му брат Хуго († септември 1141) участват в църковния събор в Мец.
Райналд участва през 1147 – 1149 г. с баща си, брат си Райналд II и чичо си кардинал Стефан от Бар във Втория кръстоносен поход. Баща му умира по време на завръщането им по Средиземно море през 1149 г.
Райналд II води битки срещу херцога на Лотарингия и епископа на Мец. През 1153 г. той побеждава в битка епископа при Тирси. През 1152 г. той напада абатството „Св. Михиел“ и е отлъчен от църквата, след дарения на църквата е освободен.
Райналд II умира на 25 ноември 1170 г. и е погребан в „Св. Михиел“.

## Фамилия
Райналд II се жени 1155 г. за Агнес дьо Блоа-Шампанска (* 1138; † 7 август 1207), дъщеря на Тибо IV Велики (1093 – 1152) и Матилда Каринтийска (1108 – 1160), дъщеря на херцог Енгелберт II от Каринтия. Тя му донася зестра господството Лини. Те имат четирима сина и една дъщеря:
- Хайнрих I (* 1158; † 14 или 19 октомври 1190, битка в Акра), наследява баща си 1174 г. като граф на Бар
- Теобалд I (* 1158; † 13 февруари 1214), наследява 1190 г. брат си Хайнрих I, женен I. 1176 г. за Лаурета от Лооц († 1190/93), II. 1189 г. (развод ок. 1195. за Ермесинда дьо Бриен († 1211), III. 1197 г. за графиня Ермезинда II от Люксембург (1186 – 1247)
- Райналд († 9 декември 1217), епископ на Шартър (1183 – 1217)
- Хуго († 25 юли 1192), каноник и провост в катедралата на Шартър
- Хавида, абатеса на Клерфонтен